# Beleg (Somogy)
Pour les articles homonymes, voir Beleg (homonymie).
Beleg est un village et une commune du comitat de Somogy en Hongrie.